# Ibitinga
Ibitinga est une ville brésilienne de l'État de São Paulo.

## Personnalités liées
- Nelson Santana (1955-1964), mort à neuf ans d'un cancer, reconnu vénérable catholique par le pape François. Sa fête est le 24 décembre[2],[3].